# Révolte de Gand de 1539

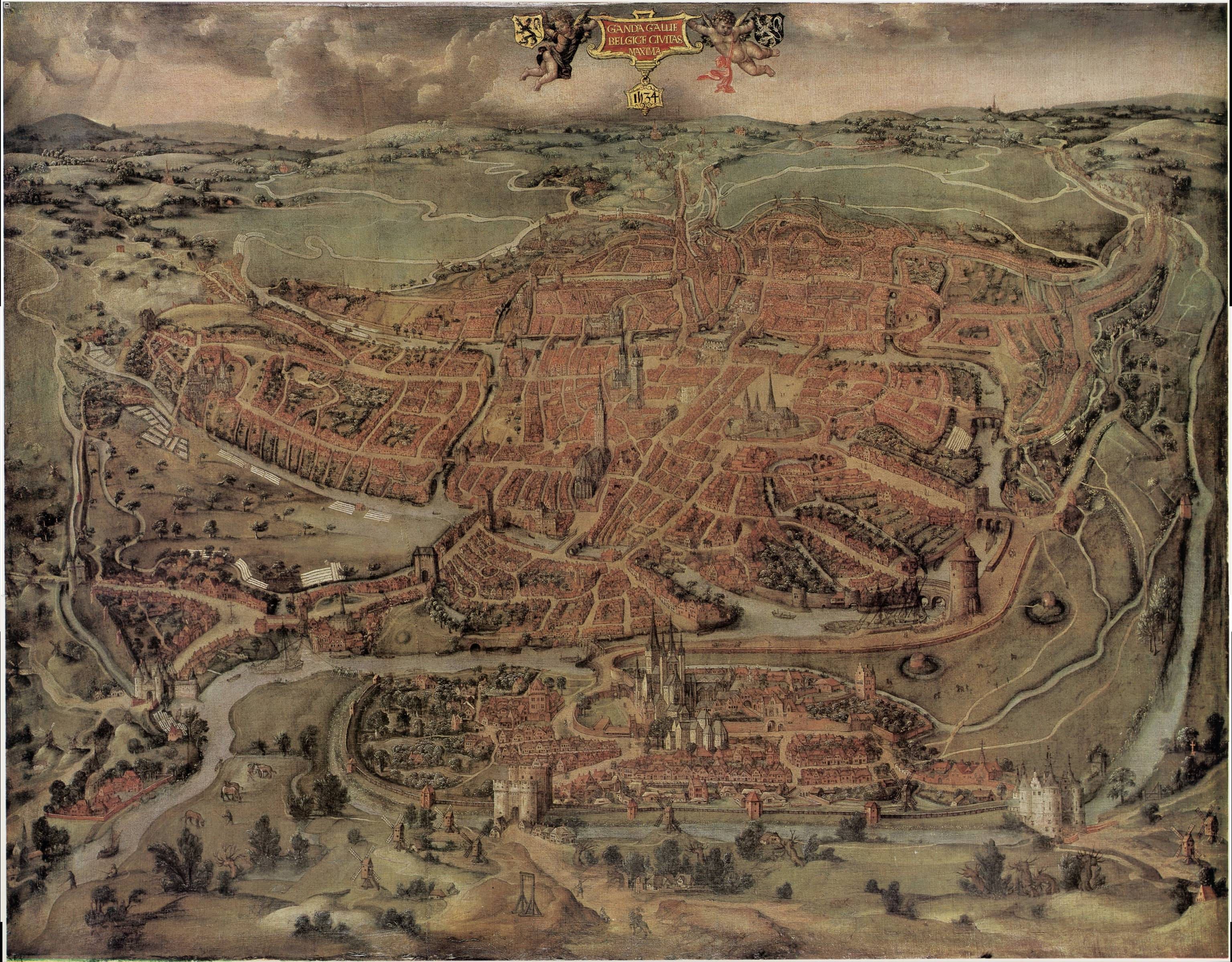
Gand en 1534.

La révolte de Gand de 1539 est une révolte des habitants de Gand, une des grandes villes du comté de Flandre et des Pays-Bas en général, contre le gouvernement de Charles Quint, comte de Flandre, souverain des Pays-Bas, mais aussi roi d'Espagne et empereur romain germanique.
Cette révolte éclate en août 1539 en réaction aux impôts élevés exigés par Charles au moment de la huitième guerre d'Italie (1536-1538). En 1540, Charles se présente devant Gand à la tête d'une armée et les rebelles se rendent sans combat. Il humilie leurs chefs en les faisant défiler en sous-vêtements avec des nœuds coulants autour du cou. Depuis lors, les citoyens de Gand se surnomment « porteurs de nœud coulant », Stroppendragers (nl).

## Contexte

### Les Pays-Bas, possession de la maison de Habsbourg
Depuis le xve siècle, les Pays-Bas, qui vont alors de la Frise à l'Artois, sont passés sous le contrôle des ducs de Bourgogne, puis, après la mort de Charles le Téméraire (1477), sont devenus possession de la maison de Habsbourg, par suite du mariage de Marie de Bourgogne (morte en 1482) avec Maximilien d'Autriche.
Leur petit-fils, Charles (né à Gand en 1500), devient donc, à la mort de son père Philippe le Beau en 1506, souverain des Pays-Bas (sous la tutelle de Maximilien), notamment comte de Flandre, pays dont Gand est une des principales villes. Il devient aussi roi d'Espagne en 1516 et est élu empereur à la mort de Maximilien en 1519, sous le nom de Charles Quint (Charles V).
En ce qui concerne les Pays-Bas, dès les débuts de son règne, Charles Quint s'efforce de conquérir les territoires néerlandais non soumis aux Habsbourg, devenant ainsi peu à peu le seigneur des Dix-Sept Provinces ; il se libère de la suzeraineté française sur la Flandre et l'Artois (traité de Madrid, 1526) ; il renforce la centralisation en établissant trois grands conseils : le conseil d'État, le conseil privé et le conseil des finances, et en mettant en place la régence de l'ensemble des Pays-Bas, confiée à sa tante Marie d'Autriche, puis à sa sœur Marie de Hongrie).
Les Pays-Bas en général sont un centre international de commerce et d'industrie et donc une source importante de revenus.

### La situation de Gand dans les Pays-Bas de Charles Quint
La ville de Gand est une des principales villes du comté de Flandre, avec une population de 40 000 à 50 000 habitants et dispose de contacts commerciaux d'importance avec la France.
Elle a depuis le Moyen Âge des privilèges politiques, économiques et judiciaires obtenus des anciens comtes de Flandre.
En 1515, Charles impose à Gand le Calfvel (nl), un édit qui, entre autres, interdit aux guildes de choisir leurs propres doyens.

## La révolte

### La crise de 1537-1539 entre Gand et Charles Quint
En 1536, François Ier entre en guerre contre Charles Quint à la suite de la mort du duc de Milan François II Sforza. Charles demande à Marie de Hongrie de lever des impôts et des soldats dans les provinces néerlandaises. En mars 1537, Marie exige le paiement de 1,2 million de florins et la levée de 30 000 conscrits avec munitions et artillerie. Un tiers de cette somme, soit 400 000 florins, doit être payé par le comté de Flandre, et il est demandé à Gand de contribuer à hauteur de 56 000 florins. Or, la ville est déjà très endettée du fait d'impôts levés au XVe siècle par ses anciens dirigeants.
Gand refuse de payer cette somme, arguant que selon les accords anciens, aucune taxe ne peut être perçue sur la ville sans son consentement ; mais elle offre de fournir des troupes au lieu d'argent. Marie tente de marchander, mais Charles insiste pour que Gand paie sa part.
Gand est la seule ville à rejeter les nouveaux impôts. Quand les autres provinces refusent de la soutenir, Gand offre son allégeance à François Ier en échange d'une protection contre Charles Quint. Mais le roi de France rejette cette proposition, car il tient à rester en bons termes avec Charles Quint, avec qui il vient de signer la paix de Nice (juin 1538).
Au début de 1539, Gand lance un grand concours de rhétoriciens. La splendeur de l'événement fâche les fonctionnaires de Charles parce que la ville prétend qu'elle ne peut pas payer ses impôt à cause de manque de fonds.
En juillet 1539, des rumeurs se répandent selon lesquelles certains échevins auraient falsifié dans les archives de la ville des documents légitimant l'autonomie de Gand. En particulier, les guildes soupçonnent le vol de l'« Achat de Flandre », un document mythique émanant d'un ancien comte flamand donnant Gand le droit de s'opposer à tout impôt supplémentaire. Les membres des guildes pensent que le passé de la ville et ses droits ont été dénaturés.

### Le soulèvement

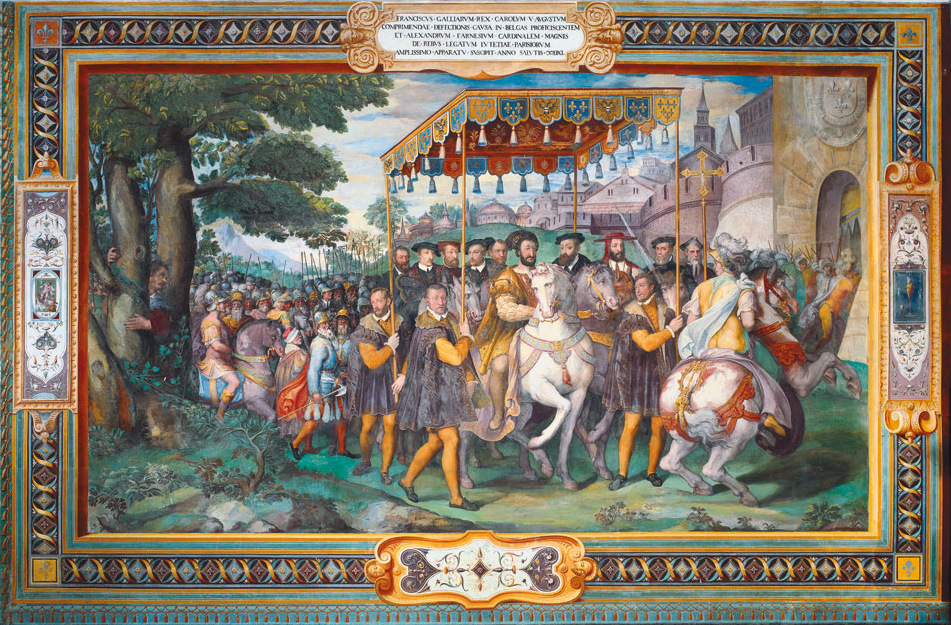
Charles, en route vers Gand, et François entrent à Paris.

Le 17 août 1539, plusieurs guildes, notamment celles des meuniers, des cordonniers, des forgerons et des armateurs, revendiquent le droit de choisir leurs propres doyens et exigent l'arrestation des échevins de la ville, qu'ils accusent d'avoir cédé contre leur volonté aux exigences de Marie. Les jours suivants, ils s'arment et prennent le contrôle de la ville, forçant les échevins à fuir. Le 21 août, les insurgés forment un comité de neuf membres pour administrer la ville.
Un ancien échevin, Lieven Pyn, âgé de 75 ans, qui avait participé aux négociations sur les impôts en 1537, accusé d'avoir été un des falsificateurs des documents d'archives, est exécuté le 28 août. On le torture à mort sur le chevalet.
Le 3 septembre, le parchemin du Calfvel de 1515 est déchiré au cours d'une cérémonie publique.

### Le retour de Charles Quint en Flandre
Comme marque de sa bonne foi, François Ier informe Charles des contacts qu'il a eu avec Gand. Constatant que le roi de France souhaite coopérer, Charles décide qu'il est temps de mater la révolte et de s'en charger lui-même.
Il demande à François la permission de traverser le territoire français, ce qui lui est accordé. En effet, il ne veut pas naviguer vers la Flandre, craignant une attaque des Anglais dans la Manche. Il part donc d'Espagne avec une escorte d'une centaine d'hommes. Le 12 décembre, il arrive à Loches, où il rencontre le roi de France, qui l'accompagne ensuite jusqu'à Paris. Poursuivant sa route, Charles arrive en janvier à Valenciennes, où il rencontre sa sœur Marie, ainsi qu'une délégation venue de Gand : Charles les informe qu'il fera de la soumission de Gand un exemple pour les autres cités et territoires. Il attend la jonction des troupes convoquées d'Espagne, d'Allemagne et des Pays-Bas.
Il arrive à Gand au cours du mois de février avec une armée d'environ 5 000 soldats. La ville se rend sans combattre.

## La répression

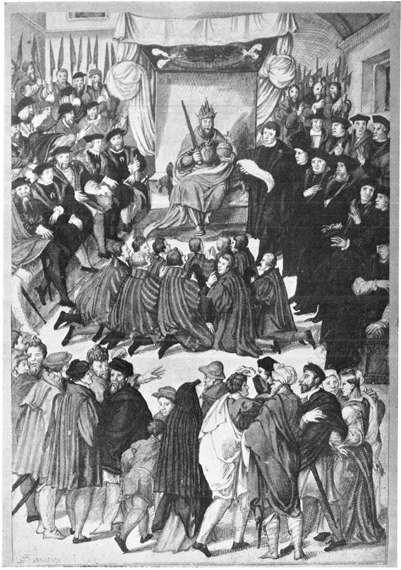
Les chefs de la révolte sont humiliés.

Les chefs de la révolte sont arrêtés. 25 d'entre eux sont exécutés sur la Sint-Veerleplein, les autres soumis à une humiliation publique : le 3 mai, ils doivent défiler de la mairie de Gand jusqu'au Prinsenhof, la résidence de Charles. La procession est formée par les shérifs, des fonctionnaires, de 318 membres des guildes, de 50 tisserands et de 30 nobles tous vêtus de robes noires, et de 50 journaliers vêtus de chemises blanches avec des nœuds de pendu autour du cou
,.
À la cour des prince (Prinsenhof), ils doivent implorer la pitié de Charles Quint et celle de sa sœur Marie de Hongrie.
Une amende de 8 000 florins est imposée à la ville. Vers la fin avril, Charles décrète une nouvelle constitution, la Concessio Carolina, qui dépouille la ville de ses anciens droits et libertés, et même de ses armoiries. La guilde des tisserands et 53 autres guildes sont fusionnées en 21 corporations. Les privilèges des guildes, hormis ceux des boucheurs et des expéditeurs, sont révoqués. Les échevins seront désormais choisis par des magistrats nommés par des représentants de Charles[pas clair].
La vieille abbaye de Saint-Bavon et l'église du Saint-Sauveur sont démolies pour faire place à une forteresse, le Spanjaardenkasteel (« château des Espagnols »). Huit portes de la ville et plusieurs murs sont démolis. L'empereur ordonne qu'on réduise les festivités qui faisaient la fierté de la ville. L'horloge du beffroi est retirée car elle est un symbole de défiance politique pour avoir servi à convoquer des assemblées d'ouvriers sur le Vrijdagmarkt (« Marché du vendredi »), la place principale de la ville.

## Commémoration
Pour de nombreux  Gantois, le nœud coulant symbolise désormais leur ville, et ils se surnomment souvent stroppendragers (« porteurs de nœud coulant »).
Il existe à Gand une Guilde des porteurs de nœud coulant dont les membres commémorent la révolte de 1539, chaque été pendant les Gentse Feesten (fêtes de Gand), en défilant en chemise blanche, un nœud coulant autour du cou.
|  |  |